# IV. Antiokhosz szeleukida uralkodó
IV. Antiokhosz Epiphanész (Aντιóχoς Επιφανής, Kr. e. 215 – Perszisz, Tabai, Kr. e. 164 novembere vagy decembere) ókori hellenisztikus király, a Szeleukida Birodalom nyolcadik uralkodója (Kr. e. 175-től haláláig), III. (Nagy) Antiokhosz és Laodiké nevű feleségénék gyermeke volt. Az Epiphanész („megjelent”; kiváló) mellett pénzérméin a Theosz (Θεóς – isten) melléknév is felbukkan; élete végén jelentkező őrültségére utalva egyes kortársai gúnyosan Epimanésznek (Επιμανής) nevezték.

## Útja a trónig
Először Kr. e. 188-ban hallunk róla, amikor a Római Köztársaságtól elszenvedett vereséget követően megkötött apameiai béke betartásának zálogául apja túszként adta Rómába. Fivére, IV. Szeleukosz Philopatór váltotta ki Kr. e. 175-ben, nem sokkal meggyilkolása előtt, hogy saját fiával, Démétriosszal váltsa fel, így bizonyítva a senatus előtt békés szándékait. Fivére meggyilkolásának híre Athénban érte a hazatérőben levő herceget, aki II. Attalosz pergamoni királlyal összefogva rövid úton leverte a trónbitorló gyilkost, Héliodóroszt, és magának biztosította a trónt.

## A hatodik szíriai háború
Antiokhosz uralma kezdetén mind Róma, mind legfőbb szövetségese, Pergamon bizalmát élvezte, és jóindulatukat meg is akarta tartani – úgy, hogy közben megerősíti az apja veresége miatt megrendült birodalmat. Erre a rómaiakkal szintén szövetséges Egyiptom tűnt ideális terepnek, főleg miután Róma Kr. e. 171-ben Perszeusz király ellen megindította a harmadik római–makedón háborút. Ürügyül az szolgált, hogy Antiokhosz testvére, Kleopatra Szüra anyakirályné Kr. e. 176-ban meghalt, és fivére visszakövetelte a hozományként átadott szíriai és palesztinai területeket. Kr. e. 170-ben kitört a hatodik szíriai háború. Antiokhosz Kr. e. 169-ben betört Egyiptomba, a pelusiumi ütközetben szétverte az egyiptomi hadsereget, elfoglalta Memphiszt, és magát a „királyság védelmezőjévé” nyilvánította, új tanácsadókat adva unokaöccse, VI. Ptolemaiosz Philométór mellé.
Hallva, hogy bátyja fogságba esett, a király öccse, Ptolemaiosz azonnal II. Euergetésszé nyilvánította magát Alexandriában a helyi lakosság támogatásával. Antiokhosz megkezdte a város ostromát, de kénytelen volt visszavonulni, mivel az atyját két évtizeddel korábban komolyan megverő rómaiak közbeavatkoztak. Antiokhosz ki is vonult egy időre, de szíriai hódításait és Pelusium városát egyaránt megtartotta, Memphiszben hagyva VI. Ptolemaioszt. Az egyiptomi uralkodó hamarosan Alexandriába vonult, ahol társuralomban egyezett ki fivérével, megszüntetve a Szeleukida Birodalom kezére játszó szakadást. Az eset hallatán Antiokhosz Kr. e. 168-ban flottát küldött Ciprus ellen, és ismét megostromolta Alexandriát. Ezúttal sem járt sikerrel: Marcus Popilius Laenas, a római követség vezetője gőgösen rendreutasította, ő pedig kénytelen volt visszavonulni.

## A Makkabeus-felkelés és Antiokhosz halála
Antiokhosz hadjárata során igen kegyetlenül bánt a zsidókkal. Kr. e. 170-ben és Kr. e. 168-ban egyaránt megostromolta Jeruzsálemet, és igyekezett a monoteizmust kiirtva a görög istenek tiszteletét elterjeszteni. Kr. e. 168 igyekezett felkutatni a mózesi törvényt tartalmazó ihletett tekercset, hogy elégesse azokat. Kegyetlenkedései a Makkabeus-felkeléshez vezettek, amelynek során a Makkabeusok által vezetett zsidók Kr. e. 166-ban legyőzték Lüsziasz vezette seregét. Antiokhosz eközben északon és keleten, Armenia és Irán területén próbálta helyreállítani hatalmát, de a vereség hallatára visszafordult, hogy maga verje le a felkelést. Erre végül nem került sor, mert már egy gazdag elümaiszi szentély kifosztásánál – ahogy apja is Kr. e. 187-ben – kudarcot vallott. Kisebb iráni sikereket követően eztán rövidesen megbetegedett, és a persziszi Tabai környékén meg is halt. Élete utolsó napjaiban dühöngő őrjöngés sújtotta, amit mind a görögök, mind a zsidók isteni büntetésként magyaráztak szentségtörő tettei miatt.
A trónon alig tízesztendős fia, V. Antiokhosz Eupatór követte, aki Lüsziasz befolyása alatt állt, noha IV. Antiokhosz egy bizonyos Philipposzt jelölt ki régensnek. Kettejükkel a hazatérő Démétriosz számolt le két évvel nagybátyja halálát követően.